# Morphopus acmophylloides
Morphopus acmophylloides är en insektsart som beskrevs av Günther, K. 1939. Morphopus acmophylloides ingår i släktet Morphopus och familjen torngräshoppor. Inga underarter finns listade i Catalogue of Life.